# Zespół Jarcho-Levina
Zespół Jarcho i Levina (ang. Jarcho-Levin syndrome) – zespół wad wrodzonych, o nie do końca poznanej etiologii. Występują dwa typy schorzenia: łagodniejszy, określany jako dysplazja kręgowo-żebrowa (spondylocostal dysplasia, SCD), powodujący pewne ograniczenia ruchowe oraz oddechowe, umożliwiający jednak praktycznie normalne życie, oraz typ o cięższym przebiegu, określany nazwą dysplazji kręgowo-piersiowej (spondylothoracic dysplasia, STD), charakteryzujący się wąską klatką piersiową oraz zmniejszoną wydolnością oddechową. Dotychczas uważano, że stopień powikłań może powodować ryzyko podwyższonej śmiertelności osób ze stwierdzonym zespołem Jarcho-Levina. Możliwy jest też ukryty rozszczep kręgosłupa piersiowo-szyjnego, jednak z uwagi na znikomą liczbę opisanych przypadków nie można generalizować stopnia ewentualnej niepełnosprawności. Zespół opisali Saul Jarcho i Paul M. Levin z Johns Hopkins University w 1938 roku.